# Nordtiroler Kalkalpen
Die Nordtiroler Kalkalpen sind ein Abschnitt der Nördlichen Ostalpen in der internationalen vereinheitlichten orographischen Einteilung der Alpen (SOIUSA) nach Sergio Marazzi.

## Einordnung
| Einordnung nach SOIUSA | Einordnung nach SOIUSA | Einordnung nach SOIUSA |
| ---------------------- | ---------------------- | ---------------------- |
| Teil                   | II                     | Ostalpen               |
| Sektor                 | II/B                   | Nördliche Ostalpen     |
| Abschnitt              | 21                     | Nordtiroler Kalkalpen  |

Die Nordtiroler Kalkalpen haben in anderen Gliederungssystemen keine direkte Entsprechung. Die Unterabschnitte der Nordtiroler Kalkalpen entsprechen jeweils einer Gruppe der Alpenvereinseinteilung der Ostalpen (AVE). Die Partizione delle Alpi verwendet den Begriff Bayerische Alpen für das Gesamtgebiet der SOIUSA-Abschnitte der Nordtiroler Kalkalpen und Bayerischen Alpen westlich des Inn.

## Umgrenzung
Die Begrenzung der Nordtiroler Kalkalpen läuft im Uhrzeigersinn entlang der Linie Lutz – Seebergbach – Faschinabach – Faschinajoch – Argenbach – Bregenzer Ach – Hochtannbergpass – Krumbach – Lech – Archbach – Plansee – Heiterwanger See – Zwischentoren – Loisach – Partnach – Kankerbach – Köchelgraben – Kranzbach – Isar – Seeache – Ampelsbach – Filzmoosbach – Gufferthütte – Sattelbach – Bairache – Brandenberger Ache – Ellbach – Glemmbach – Thierseer Ache/Klausenbach/Kieferbach – Inn – Jennbach – Walchsee – Walchseebach – Weißenbach – Kohlenbach – Großache – Reither Ache – Goinger Bach – Ellmauer Sattel – Weißache – Inn – Sanna – Rosanna – Arlbergpass – Alfenz – Ill.
|                          | Bayerische Alpen        |                       |
|                          |                         | Salzburger Nordalpen  |
| Westliche Rätische Alpen | Östliche Rätische Alpen | Tiroler Schieferalpen |

## Untergliederung
Die Nordtiroler Kalkalpen werden in drei Sektoren und sechs Unterabschnitte eingeteilt.
| Sektor | Sektor                                                     | Unterabschnitt | Unterabschnitt                                            | Entsprechung in der AVE | Entsprechung in der AVE                | Höchster Gipfel         | Höhe         |
| ------ | ---------------------------------------------------------- | -------------- | --------------------------------------------------------- | ----------------------- | -------------------------------------- | ----------------------- | ------------ |
| A      | Lechtaler Alpen i. w. S. (Westliche Nordtiroler Kalkalpen) | I              | Lechtaler Alpen i. e. S.                                  | 3b                      | Lechtaler Alpen                        | Parseierspitze          | 3036 m ü. A. |
| A      | Lechtaler Alpen i. w. S. (Westliche Nordtiroler Kalkalpen) | II             | Klostertaler Alpen (Lechquellengebirge)                   | 3a                      | Lechquellengebirge                     | Untere Wildgrubenspitze | 2753 m ü. A. |
| B      | Innsbrucker Alpen (Zentrale Nordtiroler Kalkalpen)         | III            | Mieminger und Wetterstein-Gebirge                         | 4                       | Wettersteingebirge und Mieminger Kette | Zugspitze               | 2962 m       |
| B      | Innsbrucker Alpen (Zentrale Nordtiroler Kalkalpen)         | IV             | Karwendelgebirge i. w. S. (Karwendel- und Risser Gebirge) | 5                       | Karwendel                              | Birkkarspitze           | 2749 m ü. A. |
| C      | Rofan- und Kaisergebirge (Östliche Nordtiroler Kalkalpen)  | V              | Brandenberger Alpen (Rofangebirge i. w. S.)               | 6                       | Brandenberger Alpen                    | Hochiss                 | 2299 m ü. A. |
| C      | Rofan- und Kaisergebirge (Östliche Nordtiroler Kalkalpen)  | VI             | Kaisergebirge                                             | 8                       | Kaisergebirge                          | Ellmauer Halt           | 2344 m ü. A. |